# 끈적살과
끈적살과(Solieriaceae)는 진정홍조강 돌가사리목에 속하는 홍조류과의 하나이다. 16속 88종으로 이루어져 있다. 갈래곰보(Meristotheca papulosa) 등을 포함하고 있다.

## 하위 속
| - Agardhiella - Betaphycus - Eucheuma - Euryomma - Flahaultia - Gardneriella | - Kappaphycus - Melanema - 붉은상추말속 (Meristotheca) - Placentophora - Sarcodiotheca - Sarconema | - Solieria - Tacanoosca - Tikvahiella - Wurdemannia |